# Roger Riera
Roger Riera Canadell (El Masnou, 17 februari 1995) is een Spaans voetballer die bij voorkeur als centrale verdediger speelt.
Riera is opgeleid door FC Barcelona, maar zijn debuut bij FC Barcelona B bleef aanvankelijk uit. Mede hierdoor verkaste hij naar verschillende lager spelende clubs. Sinds 27 juni 2019 speelde hij bij NAC Breda In 2021 keerde Riera terug bij FC Barcelona om voor het tweede elftal te gaan spelen.